# クトナホラ石
クトナホラ石またはクトノホラ石(Kutnohorite)は、カルシウムマンガン炭酸塩鉱物で、マグネシウムや鉄を含む。苦灰石グループの鉱物である。苦灰石やアンケル石と共生している。端成分はCaMn2+(CO3)2であるが、Mn2+はFe2+やMgに置き換わることが多く、マンガン含量は、38%から84%であるため、Ca(Mn2+,Mg,Fe2+)(CO3)2と書いた方が実態をよく表している。1901年に、チェコ共和国中央ボヘミア州のクトナー・ホラに因んで、Bukowsky博士により名付けられた。元々は"kutnahorite"と綴っていたが、現在では国際鉱物学連合により、"kutnohorite"という綴りで承認されている。

## 苦灰石グループ
- 苦灰石:CaMg(CO3)2
- アンケル石:CaFe2+(CO3)2
- クトナホラ石:CaMn2+(CO3)2
- ミンレコード石:CaZn(CO3)2

## 単位胞
単位胞(Z=3)ごとに3つの式単位があり、辺の長さは、aが約4.9 A、cが16 Aから17 Aとされるが、次のように、情報源によって、わずかに値が異なる。
a = 4.915 Å, c = 16.639 Å 
a = 4.8518(3) Å, c = 16.217(2) Å 
a = 4.85 Å, c = 16.34 Å 

## 構造
苦灰石グループの他の鉱物と同様に、三方晶系で、空間群は、R3である。結晶軸の長軸cと垂直な(CO3)2の層となっており、これらの層の間に、カチオンCa2+とMn2+の層が位置する。もしカチオン間に完全な序列があれば、これらは異なる層に分離し、c軸に沿って、次のような順序付けが発生する。
Ca–(CO
3)–Mn–(CO
3)–Ca–(CO
3)–Mn–(CO
3)–
しかし、全ての標本がこのような順序を示すわけではない。

## 光学的な性質
クトナホラ石は、白色、淡いピンク色、または明るい茶色に見える。ピンク色の色調は、マンガンの増加、茶色は鉄の増加に起因する。白色からピンク色の条痕を持つ半透明で、ガラス質で鈍い光沢を持つ。一軸性で、屈折率は苦灰石と近く、NO = 1,710 - 1.727、Ne = 1,519 - 1.535である。NOの値は、スピネル(1.719)と比べると高い。

## 物理的な性質
クトナホラ石は、白色、淡いピンク色、または明るい茶色の単結晶翼の集合体として産出する。また、曲面を持つ単純な菱面体晶、多結晶球体、さらに塊状や粒状として存在する。炭酸塩鉱物に典型的な菱形の完全へき開である。脆く、亜貝殻状の断口を持つ。また非常に柔らかく、モース硬度は3.5から4と、方解石と蛍石の間である。比重は3.12と、苦灰石や方解石よりも密度が高い。全ての炭酸塩鉱物と同様に、酸に可溶である。

## 発生
菱マンガン鉱、アラレ石、方解石等と関連し、典型的には、マンガン堆積物中で生成する。著名な産地としては、イタリアのトスカーナ州やチェコのクトナー・ホラがある。恐らくコソボのトレプカ鉱山でも産出している。コロラド州ユアレイ郡のエルドラド鉱山では、石英や苦灰石の一部を覆う小さな白色の結晶として産出する。長野県の龍島鉱山では、マグネシウムを含むものが石英や菱マンガン鉱とともに産出する。模式産地はクトナー・ホラで、模式標本は、アメリカ合衆国のハーバード大学に保管されている。